# San José de Tarbes (El Paraíso)
El Colegio San José de Tarbes El Paraíso, ubicado en la parroquia caraqueña El Paraíso, es una de las instituciones más antiguas de Caracas, adicionalmente es el primer Colegio de Religiosas en Venezuela, es uno de los institutos educacionales ubicado en Caracas, Venezuela. La dirección del colegio actualmente está encargada de la Hermana María Antonieta Lanz; mientras que la Profesora María Teresa Castro se desempeña como subdirectora.

## Historia
La Congregación de las Hermanas de San José de Tarbes fue fundada el 14 de agosto de 1843, en Cantaous.
Las Hermanas de San José de Tarbes vinieron desde Cantaous, Francia; a Venezuela en 1889. Las 18 primeras religiosas dirigidas por la Reverenda Madre Saint Simón, llegaron a La Guaira, Venezuela, el 13 de junio de 1889, con el objeto de desempeñarse en centros hospitalarios y educativos. A petición de las familias de Caracas, el 1 de marzo de 1891, se abrió una casa particular contigua a la Iglesia de San Juan, el "Internado de San José de Tarbes", con una matrícula inicial de 40 alumnas. En 1902 el colegio se traslada a su nueva sede en El Paraíso, donde continúa su funcionamiento.
Al transcurrir del tiempo, el Colegio ha crecido hasta alcanzar una matrícula considerable, incorporando de nuevo la educación mixta. En función de las exigencias pedagógicas, acorde con los nobles objetivos de la Institución y de una Venezuela de avance, fue necesario ampliar sustancialmente la infraestructura del Plantel.
Durante los primeros 30 años de funcionamiento, además de la formación integral que se impartía a las alumnas, se cultivaba el buen gusto por las bellas artes, se fomentaba el amor al deber, se formaba su corazón inspirándoles una piedad sólida, cualidades que eran y continúan siendo el encanto de la sociedad y aseguran el bienestar de la familia como Institución.
Junto a la educación Primaria, el Colegio impartía la enseñanza del idioma francés como segunda lengua. Otorgaba a las alumnas el Diploma Francés, Título máximo reconocido en este Instituto.
En 1936, se crea la Educación secundaria y la Educación Preescolar, ajustándose a las exigencias legales establecidas por el Ministerio de Educación de Venezuela. Esta apertura de la Institución a los diferentes niveles educativos, impone la necesidad de construir una edificación dedicada a tales fines, la cual es llevada a cabo por la compañía Guinand y Brillembourg, gracias al dinamismo de la Reverenda Madre Saint Jacques, quien con grandes esfuerzos adquirió terrenos adyacentes al edificio central y gradualmente fue impulsando nuevas instalaciones, hasta lograr lo que constituye el actual Colegio San José de Tarbes - El Paraíso.
Hasta el presente se cuentan 86 LXXXVI promociones de bachilleres.
En el año 1961, se hace necesario popularizar aún más la educación y para que ésta llegue a todos los niveles, gracias a la infatigable y progresiva Madre Saint Jaques, se abre la Sección C en 1962, sección que a partir de 1990 se constituye como la Escuela "Madre Saint Jacques", hija predilecta de nuestra institución, la cual atiende a niñas de Primaria.
Además de la educación académica, el Colegio forma con especial interés a sus alumnas, en actividades deportivas, musicales, artísticas, teatrales, apostólicas y otras; agrupando al alumnado en movimientos juveniles organizados: Club Misionero Tarbesiano es el MITAR; Banda ; Estudiantina; Club Deportivo; Actividades teatrales; Sociedad Bolivariana, Centro de estudiantes y variadas actividades complementarias.
Desde hace muchos años, conjuntamente con el Personal religioso, laboran seglares que ejercen funciones directivas, docentes, administrativas y subalternas, comprometidos con el proyecto del Plantel, que conjuntamente con los Padres y representantes, unen esfuerzos hacia el logro de metas y objetivos dirigidos no solo a la formación académica sino en valores y principios humanos y cristianos.
La Banda del Colegio "San José De Tarbes" de El Paraíso fue fundada el 12 de marzo de 1970, por la hermana Luisa Elena y el instructor Manuel Ríos. Siempre bajo el lema "FORMACIÓN, SERVICIO Y DISCIPLINA"
El MITAR (Misioneras Tarbesianas), fue fundado un 5 de marzo de 1966, hace ya 56 años, por la hermana María Virginia (fallecida en el año 2011), dejándola a cargo de la Hermana Elizabeth.